# (5508) Gomyou
(5508) Gomyou – planetoida z pasa głównego asteroid okrążająca Słońce w ciągu 4 lat i 292 dni w średniej odległości 2,85 j.a. Została odkryta 9 marca 1988 roku w obserwatorium Nihondaira. Początkowo odkrycie przypisane astronomom Watariemu Kakei, Minoru Kizawie i Takeshiemu Uracie, później uznane za odkrycie zespołowe zespołu Stacji Oohira Obserwatorium Nihondaira.
Nazwa planetoidy pochodzi od Gomyou w północnej części Kakegawy, gdzie Hideo Nishimura odkrył kometę C/1994 N1 oraz nową V475 Sct w 2003 roku. Nazwa została zaproponowana przez S. Kaneko. Przed nadaniem nazwy planetoida nosiła oznaczenie tymczasowe (5508) 1988 EB.